# Archibald A. Hill
Archibald Anderson Hill (ur. 5 lipca 1902 w Nowym Jorku, zm. 29 marca 1992 w Austin) – amerykański językoznawca. Przyczynił się do ukształtowania amerykańskiej lingwistyki.

## Życiorys
Wychował się w Kalifornii. W 1923 r. ukończył Pomona College. Uzyskawszy bakalaureat kontynuował studia anglistyczne na Uniwersytecie Stanforda, gdzie w 1924 r. uzyskał stopień Master of Arts. W 1927 r. otrzymał doktorat na Uniwersytecie Yale.
W 1926 r. zaczął wykładać język angielski na Uniwersytecie Michigan. W 1930 r. objął stanowisko profesora nadzwyczajnego na Uniwersytecie Wirginii. W okresie od 1952 do 1955 r. przebywał na Uniwersytecie Georgetown, gdzie pełnił funkcję wicedyrektora Instytutu Języków i Językoznawstwa. Później piastował stanowisko profesora języka angielskiego na Uniwersytecie Teksańskim. Od 1972 r. był profesorem emerytowanym.
Zainteresowania naukowo-badawcze Hilla koncentrowały się na językoznawstwie strukturalnym, różnicach dialektalnych, dziejach języka angielskiego i zastosowaniu lingwistyki w badaniach literackich.

## Wybrana twórczość
- English phonetics for the interpretation of poetry, 1948
- Survey of accomplishments and trends in research in present day English, 1948
- Linguistics since Bloomfield, [w:] Bobbs-Merrill reprint series in language and linguistics. Language: 45, Bobbs-Merrill, 1955
- Pippa's song: two attempts at structural criticism, [w:] University of Texas studies in English: 35, University Press, 1956
- Introduction to linguistic structures: from sound to sentence in English, Harcourt, Brace, 1958
- ELEC English course, Taishukan, 1961
- Essays in literary analysis, 1966
- Linguistics today, Basic Books, 1969
- Linguistics, nowe wydanie, Voice of America, 1973
- Constituent and pattern in poetry, University of Texas Press, 1976